# Araneus longicaudus
Araneus longicaudus là một loài nhện trong họ Araneidae.
Loài này thuộc chi Araneus. Araneus longicaudus được Tord Tamerlan Teodor Thorell miêu tả năm 1877.